# Хёторьет (станция метро)
Хёторьет (швед. Hötorget, «Сенная площадь») станция Стокгольмского метрополитена зелёной линии расположена между станциями Родмансгатан и Т-Сентрален. Обслуживается маршрутом T17, T18, T19.
Станция открыта 26 октября 1952 года под названием Кунсгатан, по имени находящейся рядом улицы Кунгсгатан. Художественное оформление станции принадлежит Гуннару Лене. На момент открытия станция являлась конечной на линии метро, ведующей в район Вэллингбю. Поскольку улица Кунгсгатан является длинной и тянется более чем на километр, это название позже сочли непрактичным с точки зрения ориентирования в городе. Как следствие, 24 ноября 1957 года станция была переименована в Хёторгет (по имени располагающейся неподалёку Сенной площади). Станция имеет 3 выхода.
Станция сохранила художественное оформление 1950-х годов, включая оригинальные навигационные указатели и урны для мусора. В 1998 году художественное оформление станции было дополнено работами шведско-датского скульптора Гуна Гордилло в виде неоновых трубок, извивающихся под потолком в разных плоскостях. Неоновые трубки излучают белый свет 5 разных оттенков.

## Галерея
- Вход со стороны улицы Мальмхилльнадсгатан
- Указатели к станциям южного направления
- Турникеты
- Выход к площади Хёторьет
- Платформа в 2005 году